# Danielle Brulebois
Danielle Brulebois, née Danielle-Marie-Louise Monnot le 4 juillet 1947 à Longwy-sur-le-Doubs (Jura), est une femme politique française, députée depuis 2017, membre de La République en marche.

## Biographie
Après des études à l’École normale de Lons-le-Saunier, elle a effectué toute sa carrière dans l’enseignement en tant qu’institutrice puis directrice d’école dans plusieurs communes du Jura.

### Vie privée
Danielle Brulebois est mère de quatre enfants.

## Parcours politique

### Élue locale
Elle commence sa carrière politique en 2008 lorsqu’elle est élue conseillère générale (PS) du Jura (canton de Chaumergy) et conseillère municipale de Chaumergy jusqu’en mars 2020. Elle est alors également déléguée à la Communauté de Communes du Val de Brenne, dont elle élue première vice- présidente. Elle est aussi élue présidente du Conseil architecture urbanisme environnement du Jura (CAUE), qu'elle a présidé jusqu'en 2015.
En 2011, après la victoire de la gauche aux élections cantonales, elle devient première vice-présidente du conseil général du Jura. En 2012, elle est investie candidate aux élections législatives sur la première circonscription du Jura par le Parti socialiste. Elle réunit 47,86 % des suffrages au second tour face au député sortant Jacques Pélissard (UMP).
À la suite du redécoupage des cantons et au nouveau mode de scrutin départemental prévu par le législateur, elle est candidate sur le grand canton de Bletterans en 2015, en binôme avec Philippe Antoine, maire de Larnaud. Ils sont élus le 29 mars 2015.
Lors des Élections départementales de 2021 dans le Jura elle est a nouveau élue pour le Canton de Bletterans, toujours aux côtés de Philippe Antoine, tous deux sous l'étiquette LaREM. Ils arrivent en tête lors du 1er tour avec près de 61,17 % des suffrages exprimés, puis l'emportent avec une large majorité de 74,00 % des suffrages exprimés devant un binôme du RN.

### Députée
Lors de la campagne présidentielle de 2017, Danielle Brulebois soutient Emmanuel Macron. Elle rejoint alors La République en marche fin 2016. Investie candidate aux élections législatives dans la première circonscription du Jura par ce mouvement, elle est élue députée le 18 juin 2017 avec 57,88 % des suffrages, battant Cyrille Brero (LR), successeur désigné et soutenu par Jacques Pélissard, député maire sortant.
Le 29 juin 2017, elle est élue vice-présidente de l'Assemblée nationale. Sa nomination fait suite à la polémique qui a agité l'Assemblée nationale. Le groupe Les Républicains avait désigné deux députés de l'opposition à la vice-présidence (Annie Genevard et Marc Le Fur) et un autre au poste de questeur. C'est finalement Thierry Solère, élu de droite et « constructif » qui est élu à la questure à la place d'Éric Ciotti. Cette nomination provoque l'ire du groupe Les Républicains qui décide de suspendre sa participation au bureau de l'Assemblée nationale. Annie Genevard refuse provisoirement la vice-présidence qui lui était destinée.
Danielle Brulebois rend cette vice-présidence le 24 octobre 2017 au profit de la députée LR Annie Genevard, comme le veut l'usage de l'Assemblée. Elle reste au bureau de l'Assemblée nationale. Danielle Brulebois est nommée secrétaire de l'Assemblée nationale à compter du 31 octobre 2017.
Dans la nuit du 14 au 15 août 2021, la permanence de la députée, située à Lons-le-Saunier, est taguée, avec des inscriptions la traitant de « vendue » ou encore « assassins », faisant référence à l'instauration du pass sanitaire mis en place quelques semaines avant les faits et installé par le président Emmanuel Macron, soutenu par la majorité LaREM à l'Assemblée nationale. Danielle Brulebois décide de porter plainte.
Le 19 juin 2022, elle est réélue pour un second mandat de députée de la première circonscription du Jura, avec 56,22 % des voix, contre Anthony Brondel, candidat NUPES. À la suite de la dissolution de l'Assemblée nationale, le 9 juin 2024, Danielle Brulebois est réélue à l'issue du second tour en totalisant 56,9% des voix.

## Distinctions
Chevalier de l'ordre national du Mérite par décret du 13 novembre 2014.